# 사바 무바라크
사바 무바라크(아랍어: صبا مبارك, 영어: Saba Mubarak Al Syouf, 1976년 4월 10일 ~ )는 요르단의 배우, 프로듀서이다.

## 출연 작품
- 마리암과 리나 (2017)